# Thomas Witlam Atkinson

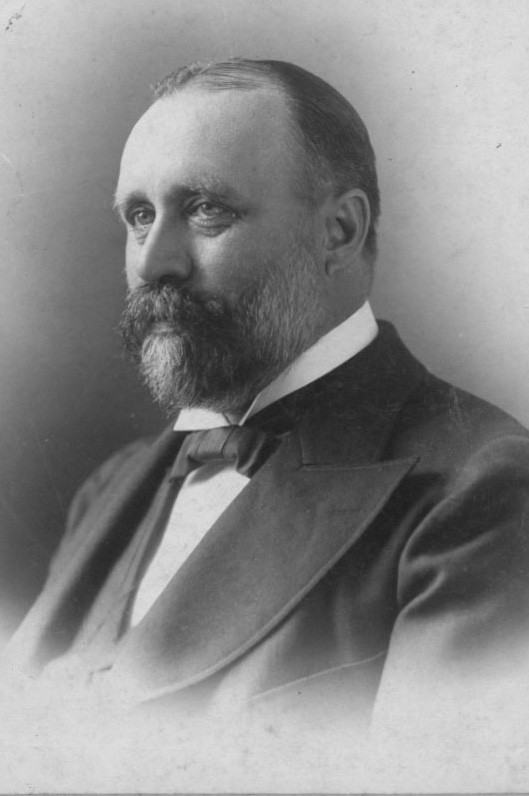
Sohn des Thomas Witlam Atkinson, Alatau Tamchiboulac Atkinson

Thomas Witlam Atkinson (* 6. März 1799 in Yorkshire; † 13. August 1861 in Lower Walmer, Kent) war ein englischer Reiseschriftsteller.
Atkinson verlor früh seine Eltern, bildete sich zum Architekten aus und erbaute unter anderem in Manchester eine Kirche. Außer in seinem Fachstudium zeichnete er sich als Aquarellmaler aus und beschloss, von A. v. Humboldts Schilderungen aus Zentralasien lebhaft angeregt, die dortigen Szenerien zu malen, obwohl ihm zu einer Reise nach Asien kein Vermögen zur Verfügung stand. 
Nachdem er 1844 von Sankt Petersburg aus einen Streifzug über den Ural nach dem Altai unternommen hatte, kehrte er dorthin zurück, wo er eine ihm gleichgesinnte, sehr abgehärtete und unternehmende Engländerin heiratete, die ihn dann auf seinen Reisen begleitete. Er befand sich mit ihr im folgenden Jahr bereits wieder in Sibirien und durchzog die Kirgisensteppe bis Kopal am Fuß des Kirgisischen Alatau, damals dem äußersten russischen Vorposten nach Süden hin.
Im Sommer 1849 besuchte Atkinson die Gebirge Karatau, Alatau, Aqtau und Mustau und drang über Chowd und Uliastai in das Innere der Mongolei zum Aul des Sultans Sabeck vor. Auf vielfach gewundenen Wegen und unter großen Gefahren führte er eine Reise aus, die in der asiatischen Entdeckungsgeschichte kaum ihresgleichen hat. Die zum ersten Mal in Petermanns Geographische Mitteilungen (1872) niedergelegte Reiseroute umfasst auf chinesischem Gebiet allein eine Länge von 3.120 km. Freilich ist die Wissenschaft in keiner Weise durch Atkinsons Berichte bereichert worden, denn sie geben über geographische Verhältnisse nur wenig Auskunft, da sein Zweck einzig in der Aufnahme von Zeichnungen bestand, deren er nahe an 600 mit zurückbrachte. Auch ist die Wahrhaftigkeit seiner Berichte (z. B. von Peter Petrowitsch Semenow) angezweifelt worden. Smeinogorsk und Barnaul wurden fernere Aufenthaltspunkte des Reisenden; er besuchte noch das Sajangebirge und drang bis zur chinesischen Grenzstadt Maitmatschin vor, von wo er 1852 nach Sankt Petersburg zurückkehrte. Er sagt selbst, dass er während seiner siebenjährigen Reisen in Russland 59.400 Werst (etwa 63.400 km) zurückgelegt habe. Der Bericht über diese Reisen ist enthalten in dem Werk Exploration in oriental and western Siberia (London 1858). Ein zweites Werk über den Amur (Travels in the regions of the upper and lower Amoor, London 1860) ist nur Kompilationsarbeit. 
Thomas Witlam Atkinson starb am 13. August 1861 in Lower Walmer in Kent.